# Menodotos von Nikomedeia
Menodotos von Nikomedeia (* wohl um 100) war ein antiker griechischer Arzt und Philosoph.
Menodotos, der besonders um das Jahr 125 wirkte, stand in der Empirikerschule in hohem Ansehen und wirkte insbesondere stark auf Galen. Durch diesen sind auch alle heute vorliegenden Informationen über Menodotos überliefert worden. Menodotos war Lehrer des Herodotos aus Tarsos.
Menodotos verfasste mehrere Bücher von größerem Umfang. Eines, das einem Severus gewidmet war, wurde später von Galen kommentiert. Er war ein Gegner der Methodiker, vor allem von Asklepiades. Er wandte sich gegen medizinische Routine und war der Meinung, ein Arzt solle Ruhm und Profit anstreben. Die Analogie war in seinen Augen nur der Schlüssel zum Möglichen, nicht zum Wirklichen. Einfache Erfahrungen sollten durch weiterführende Erfahrungen ergänzt werden. Das war seiner Meinung nach neben Gedächtnis und Sinneswahrnehmung der dritte Teil der Medizin. Der Aderlass sollte Menodotos zufolge nur bei Fällen von Plethora angewandt werden.